# Sophia de Mello Breyner Andresen

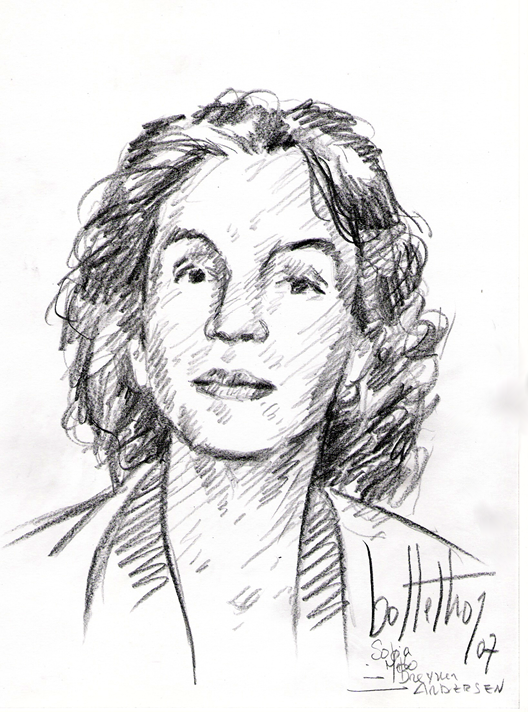
Sophia de Mello Breyner Andresen

Sophia de Mello Breyner Andresen (Porto, 6 november 1919 - Lissabon, 2 juli 2004) was een Portugees schrijfster en dichteres. In 1999 won ze als eerste Portugese vrouw de Camõesprijs.

## Leven
Andresen behoorde tot een welgestelde aristocratische familie van oorspronkelijk Deense herkomst en studeerde aan de Universiteit van Lissabon. Vanaf haar studententijd zou ze actief zijn in de Katholieke en sociaaldemocratische beweging en keerde zich tegen het fascistische bewind van António de Oliveira Salazar. Later zou ze ook politiek actief zijn, voor de Partido Socialista. Ze was getrouwd met de advocaat en politicus Francisco Sousa Tavares, met wie ze vijf kinderen kreeg.
In 1944 publiceerde Andresen haar eerste gedichtenbundel, waarna er nog velen zouden volgen. Later maakte ze ook naam als verhalenverteller en schrijfster van avontuurlijke romans. Daarnaast schreef ze veel kinderboeken. Tot haar bekendste werken behoren Dia do Mar ('Dag van de zee', poëzie), O nome das coisas ('De naam der dingen', poëzie) en Histórias da Terra e do Mar ('Het verhaal van de aarde en de zee', roman). Haar bekendste kinderboek is  A Fada Oriana (Het sprooke Oriana). De zee vormt een centraal thema in haar oeuvre. 
Andresen schreef ook leerboeken over geschiedenis en vertaalde onder andere werken van Shakespeare en Dante in het Portugees. Aan het einde van haar carrière viel haar grote literaire waardering ten deel toen ze als eerste Portugese vrouw de Camões prijs kreeg, de belangrijkste onderscheiding voor Portugeestalige literatuur. Ze overleed in 2004, 84 jaar oud.

## Werk

### Poëzie
- Poesia (1944)
- O Dia do Mar (1947)
- Coral (1951)
- No Tempo Dividido (1954)
- Mar Novo (1958)
- Livro Sexto (1962)
- O Cristo Cigano (1962)
- Geografia (1967)
- Grades (1970)
- 11 Poemas (1971)
- Dual (1972)
- Antologia (1975)
- O Nome das Coisas (1977)
- Navegações(1983)
- Ilhas (1989)
- Musa (1994)
- Signo (1994)
- O Búzio de Cós (1997)
- Mar (2001) -
- Primeiro Livro de Poesia (1999)
- Orpheu e Eurydice (2001)

### Proza
- Verhalen
- Contos Exemplares (1962)
- Histórias da Terra e do Mar (1984)

### Kinderboeken
- A Menina do Mar (1958)
- A Fada Oriana (1958)
- Noite de Natal(1959)
- O Cavaleiro da Dinamarca (1964)
- O Rapaz de Bronze (1965)
- A Floresta (1968)
- Árvore (1985)

### Theater
- O Bojador
- O Colar